# 久保田誓
久保田誓（1978年8月29日—），日本男性動畫師、人物設計師。出身於東京都。B型血。已婚。

## 人物簡介
早年經由東映動畫研究所進入XEBEC。其後在石崎壽夫的邀請下加入GAINAX。現為自由身。
從東堂泉（東映動畫大泉製作室）原創動畫《小魔女DoReMi 大合奏！》開始，經常參加《穿越時空的少女》等細田守執導及MADHOUSE、BONES的作品。

## 主要參加作品

### 電視動畫
- 快傑蒸氣偵探團 TV ANIMATION SERIES（1998年－1999年，動畫檢察、動畫）
- 地球防衛企業（1999年－2000年，原畫）
- 索斯機械獸（1999年－2000年，原畫）
- 純情房東俏房客（2000年，原畫）
- 人造人基凱達 THE ANIMATION（日语：人造人間キカイダー THE ANIMATION）（2000年，原畫）
- 徽章戰士（2000年，原畫）
- 袖珍女侍小梅（2001年，原畫）
- ZOIDS新世紀Ø（2001年，原畫）
- 魔力女管家（2001年，原畫）
- 時空幻境 永恆傳奇 THE ANIMATION（日语：テイルズ オブ エターニア THE ANIMATION）（2001年，OP原畫、原畫）
- 機獸新世紀ZERO（2000年，原畫）
- 通靈王（2001年－2002年，原畫）
- 阿倍野橋魔法商店街（2002年，原畫）
- .hack//SIGN（2002年，原畫）
- 魔力女管家 ～更美麗的事物～（2002年－2003年，OP原畫、特別機械設定、作畫監督、作監協力、原畫）
- 小魔女DoReMi 大合奏！（2002年－2003年，原畫）
- 超齡細公主（2002年－2003年，原畫）
- 妮嘉尋親記（2003年－2004年，OP原畫、原畫）
- 鋼之鍊金術師（2003年－2004年，OP2原畫）
- PEACE MAKER鐵（2003年，原畫）
- 十兵衛2 -西伯利亞柳生的逆襲-（2004年，原畫）
- 醜陋美世界（2004年，OP原畫、作畫監督補、原畫）
- 變形金剛：超能連結（2004年，原畫）
- 妄想代理人（2004年，原畫）
- 我的主人（2005年，OP原畫）
- 雙戀 Alternative（2005年，原畫）
- 帝托拉傳奇（2007年，OP原畫）
- 天元突破 紅蓮螺巖（2007年，OP原畫、作畫監督、原畫）
- 電腦線圈（2007年，原畫）
- 旋風管家（2007年，原畫）
- 俗·絕望先生（2008年，原畫）
- 龍鳴（2008年，原畫）
- 藍龍 天界的七龍（2008年，ED作畫）
- 屍姬 赫（2008年，人物設定[注 1]、OP作畫監督）
- 道子與哈金（2008年，原畫）
- 碎之星（2011年，原畫）
- 偶像大師（2011年，原畫）
- 來自新世界（2012年，主要人物設定、作畫監督）
- ROBOTICS;NOTES（2012年，動畫角色設定）
- 宇宙浪子（2013年，作畫監督、原畫、設定）
- 一拳超人（2015年，人物設定、總作畫監督）
- 精靈寶可夢 太陽&月亮（2016年－，原畫[4]）
- SixHeartsPrincess（日语：シックスハートプリンセス）（2016年－，原畫[5]）
- 小金剛起源（2017年，原畫[6]）
- 名偵探柯南（2018年，OP原畫）
- 一拳超人 (第2期)（2019年，人物設定）

### OVA
- 怪童丸（日语：怪童丸）（2001年，原畫）
- （2004年，原畫）
- Re：甜心戰士（2004年，OP原畫）
- 飛越巔峰2（2004年－2006年，機械作畫監督、原畫）

### 電影動畫
- 機動戰艦 -The prince of darkness-（1998年，動畫）
- 數碼寶貝03馴獸師之王：冒險者的戰鬥（2001年，原畫）
- 數碼寶貝03馴獸師之王：暴走數碼寶貝特急（2002年，原畫[7]）
- DEAD LEAVES（日语：DEAD LEAVES）（2002年，原畫[8]）
- ONE PIECE：祭典男爵與神祕島（2005年，人物設定／共同、作畫監督）
- 劇場版 TSUBASA翼：鳥籠國的公主（2005年，原畫）
- 穿越時空的少女（2006年，作畫監督）
- 劇場版 火影忍者：大興奮！三日月島上的動物騷亂（2006年，原畫）
- 給小桃的信（2012年，原畫[9]）
- FLCL Progressive（2018年，人物設定）
- 七龍珠超：布羅利（2018年，原畫[10][11]）

### 網路動畫
- 亡念之扎姆德（2008年，原畫）

### 遊戲
- 機動戰艦 ～The blank of 3years～（1998年，OP動畫）
- 命運傳奇2（2002年，原畫）
- 交響曲傳奇（2003年，活動動畫演出、作畫監督、原畫）
- 遺跡傳奇（2005年，原畫）

## 腳註